# Zombies Ate My Neighbors
Zombies Ate My Neighbors (in Europa Zombies) ist ein von LucasArts entwickeltes und von Konami vertriebenes Videospiel, das für die beiden Spielkonsolen SNES und Sega Mega Drive im Jahr 1993 erschienen ist. Im Folgejahr erschien mit Ghoul Patrol ein Nachfolger.

## Spielprinzip
In Zombies Ate My Neighbors bewegt man sich nach der Wahl der eigenen Spielfigur durch einzelne Spielabschnitte, in denen es darum geht, eine bestimmte Anzahl Personen vor verschiedenen Gegnern, die größtenteils dem Horror-Genre entlehnt sind, zu retten. Dabei schaut man leicht schräg von oben auf das Geschehen (isometrisch) und bewegt sich recht frei durch handgezeichnete, in sich geschlossene Gebiete, die verschiedene Alltagssituationen darstellen. Insgesamt gibt es 48 Spielszenarien. Zur Abwehr der Gegner hat man eine Handvoll sehr skurriler Dinge zur Verfügung, die von aufblasbaren Clowns über Wasserpistolen bis hin zu Tränken reichen, die einen selbst in verschiedene Monster transformieren.

## Feinde
In den ersten beiden Levels sind ausschließlich Zombies die Feinde des Protagonisten. Ab Level 3 (Terror in Aisle Five) erscheinen neue Feinde:
Zombies
Langsame Monster, die mit einem einzigen Treffer der Wasserpistole besiegt werden können.
Killerpuppen „Fun Baby Tim“
Sie sind die zweiten erscheinenden Gegner im Spiel. Sie springen aus ihren Verpackungen des Supermarkts und werfen kleine Hackebeile. Wenn sie ihr Ziel anvisieren, können sie einen kurzen Sprint hinlegen. Es ist durchaus möglich, dass aus einer besiegten Puppe ein Feuer wird.
Chainsaw Maniac; Jason
Sie ähneln schwer dem Horror-Film-Antagonisten Jason Voorhees, da sie dieselbe Maske wie er tragen, jedoch anders als Jason eine Kettensäge als Waffe haben, dies erinnert wiederum an den Horror-Film Texas Chainsaw Massacre. Sie können sich mit der Kettensäge durch Hecken und Türen schneiden. In einigen Fassungen wurde die Kettensäge durch eine Feuerwehraxt ersetzt.
Klone
Sie erscheinen erstmals in Level 5 (Weird Kids on the Block). Sie wachsen aus grünen Kokons, die dem eines Schmetterlings ähneln, jedoch wachsen diese Kokons auf dem Boden, meist in der Nähe eines Meteoriten. Sie werden ebenfalls wie Zombies mit einem Treffer erledigt, wobei sie sich in eine Rauchwolke verwandeln.
Pilzmännchen
Sie erscheinen immer auf Stachelgras, welches nur durch den Rasenmäher beseitigt werden kann. Sie benötigen zwei Treffer, um besiegt zu werden.
Pflanzen
Sie wachsen meist in einem Feld Stachelgras und bilden dabei oft das Zentrum des gesamten Feldes. Sie sind unbeweglich, wodurch sie leicht zu besiegen sind. Ihre einzige Gegenwehr besteht aus lila Flüssigkeitskugeln, die sie in die Luft schießt, damit sie den Protagonisten von oben treffen.
Mumien
Sie sind oft in Pyramiden anzutreffen. Dort steigen sie aus aufrecht stehenden Särgen, die an einer Wand stehen. Sie sterben nach fünf Treffern mit der Wasserpistole und explodieren wie die Zombies, und zerfallen in ihre Einzelteile.
Marsianer und marsianische Football-Spieler
Ihr Erscheinungsort ist Level 12 (Mars need Cheerleaders). Marsianer haben Laserkanonen als Waffen, die rote Blasen abschießen. Wird man getroffen, wird man für etwa zwei Sekunden in eine solche Blase eingeschlossen und ist währenddessen unbeweglich. Außerdem verliert man einen Lebensbalken. Football-Spieler sind die einzigen Gegner, die keinen Schaden verursachen. Sie können lediglich den Gegner, wie im Football, wegstoßen, der dann einige Meter in die entgegengesetzte Richtung fliegt. Wirft man einen Football in die Richtung eines Football-Spielers, vergisst er alles um sich herum und versucht, diesen zu fangen. Dies kann sehr gut als Taktik verwendet werden.
Fischmenschen
Sie sind im Wasser anzutreffen und können einen schwimmenden Gegner, der sich zu dieser Zeit nicht wehren kann, problemlos angreifen. Um an Land zu gehen, springen sie hoch in die Luft und landen zielgenau vor ihrem Opfer. Wenn sie sterben, explodieren sie, ähnlich den Mumien und Zombies und hinterlassen dabei ein paar noch lebende Fische.
Ameisen
Sie entsteigen Löchern, die sie selbst gegraben haben oder alten Minenschächten. Außer den normalen lilafarbenen Ameisen gibt es noch größere, rote Ameisen, die stärker sind. Beide lassen sich allerdings mit einem einzigen Treffer der Laserkanone besiegen.
Frankenstein
Das Monster Frankenstein ist wie im Film eine Erfindung eines geisteskranken Professors. Er ist an den Armen an elektrische Leitungen angeschlossen, die ihn entweder am Leben erhalten oder an einer Stelle festhalten sollen. Sobald der Protagonist in die Nähe des Monsters kommt, lösen sich dessen Fesseln und es versucht den Spieler mit elektrischen Impulsen seines Körpers anzugreifen. Das Ungetüm ist nur schwer zu überwinden, da es, selbst wenn die Waffe gegen ihn viel ausrichtet, trotzdem dem Spieler Lebensenergie abzieht, der dann gezwungen ist, abzulassen. Nachdem das Monster besiegt ist, explodiert es in viele winzige Funken.

## Anspielungen
Das Spiel selbst war insbesondere deswegen bei vielen Spielern beliebt, weil es eine Unzahl bekannter Filme persiflierte, indem bekannte Figuren, Umgebungen oder kurze Handlungsabschnitte auftauchten. Unter anderem wurden hier Texas Chainsaw Massacre, Night of the Living Dead und Dracula verewigt. Auch eine Selbstreferenz von LucasArts findet sich im Spiel, ein verstecktes Level (Passwort: BCDF) ist eine Anspielung auf das bekannte Adventure Day of the Tentacle, welches als Level 0 und nochmals als Bonuslevel zwischen dem ersten und zweiten Level gespielt werden kann.

## Veröffentlichung
Am 29. Juni 2021 erschien als Teil der Lucasfilm Classic Games eine Version Zombies Ate My Neighbors and Ghoul Patrol für Nintendo Switch, PlayStation 4, Windows und Xbox One, die neben Zombies Ate My Neighbors auch dessen Nachfolger Ghoul Patrol enthält. Diese Version des Spiels wurde von Dotemu entwickelt und von Lucasfilm Games und dessen Mutterkonzern Disney Interactive herausgegeben.

## Fortsetzungen
1994 wurde eine Fortsetzung zu diesem Spiel namens Ghoul Patrol für das SNES von LucasArts veröffentlicht. Es setzt das grundsätzliche Spielkonzept fort, teilt die Szenarien, die man beim Spielen durchläuft, jedoch in verschiedene Themen ein. Zudem ist der Grundton des Spiels deutlich ernster geworden, der ursprüngliche Schwerpunkt auf Humor und Parodie fehlt hier völlig.
Eine Anspielung auf das Spiel konnte man in dem Film Scouts vs. Zombies – Handbuch zur Zombie-Apokalypse mit Patrick Schwarzenegger sehen (Tampolien-Szene).